# Заграђе (Соколац)
Заграђе је насељено мјесто у општини Соколац, Република Српска, БиХ. Према попису становништва из 1991. у насељу је живјело 43 становника.

## Географија
Насеље се налази се на Романији. До њега води макадамски пут, који се одваја са асфалтног пута Подроманија — Каљина, односно 2-3 километра пред улазак у Каљину скрене се ка истоку. Макадамски пут иде кроз Ћившин До, надаље кроз шуму, Мекота поље, Орловаче и коначно Заграђско поље, односно само насеље Заграђе које се налази на око 900 метара надморске висине. Изнад насеља на сјеверу, налази се брдо Илијак на око 980 метара надморске висине.

## Становништво
Број становника села је нагло почео да опада шездесетих година 20. вијека, када их је било око 160, да би се данас тај број свео на око десетак становника.
| Демографија | Демографија | Демографија |
| Година      | Становника  | Становника  |
| ----------- | ----------- | ----------- |
| 1991.       | 43          |             |